# کلراید (آریزونا)
کلراید (به انگلیسی: Chloride) یک منطقهٔ مسکونی در ایالات متحده آمریکا است که در شهرستان موهاوی، آریزونا واقع شده‌است. کلراید ۳٫۹۰ کیلومتر مربع مساحت و ۱۰٬۸۱۷ نفر جمعیت دارد و ۱٬۲۲۶ متر بالاتر از سطح دریا واقع شده‌است.